# کوئنتین مارتین
کوئنتین مارتین (انگلیسی: Quentin Martin؛ زادهٔ ۷ مارس ۱۹۹۶) بازیکن فوتبال اهل فرانسه است.